# Краснокожие
Краснокожие (англ. Redskin) — слово, которым белые люди называли индейцев, особенно в США. Он появился среди британских колонистов, поселившихся в Новой Англии. 
Этот термин не имеет ничего общего с естественным цветом кожи индейцев (от белой до смуглой). Существует версия, что он происходит от обычая беотуков — племени острова Ньюфаундленд, одним из первых вступившего в контакт с европейцами, раскрашивать охрой как лицо, так и одежду. Впервые он зафиксирован в источнике 1699 года.
В 1992 году группа индейцев США обратились в Ведомство по патентам и товарным знакам США, требуя запретить использовать слово «краснокожий» в названиях фирм, спортивных команд, торговых знаках, поскольку исключительным правом использования данного термина должны обладать сами индейцы. Но это обращение было отклонено из-за того, что термин «краснокожий» не может быть юридически сформулирован.